# Bitwa pod Bezzeccą
Bitwa pod Bezzeccą – starcie zbrojne, które miało miejsce 21 lipca 1866 r. na północny zachód od jeziora Garda w czasie wojny włosko-austriackiej, będącej częścią konfliktu prusko-austriackiego. W wyniku bitwy oddziały włoskie dowodzone przez Giuseppe Garibaldiego pokonały austriackie oddziały generała majora Kuhna von Kuhnenfelda.

## Wprowadzenie
W roku 1866 doszło do wybuchu wojny pomiędzy Prusami i Austrią. W nadziei wyzwolenia spod władzy austriackiej Wenecji, Włochy zawarły sojusz z Prusami. Wojska włoskie zaatakowały z 3 regionów: z Lombardii uderzenie skierowane było na czworobok twierdz Mantua-Peschiera-Verona-Legnago, atak z Emilii Romanii w kierunku Wenecji, natomiast w rejonie Alp uderzenie skierowano na Trydent, gdzie doszło do walk pod Bezzeccą.

## Bitwa
Po kilkutygodniowych walkach o Monte Suello i Condino, wojska Garibaldiego zdobyły Forte d'Ampola. Umożliwiło to Garibaldiemu wdarcie się w rejon Valle di Ledro (w której znajduje się Bezzecca), gdzie jednak natknął się na gwałtowny opór wojsk austriackich generała Franza Kuhna von Kuhnenfelda. Po długim nieskutecznym obleganiu Bezzeccy, Garibaldi rozkazał po wstępnym przygotowaniu artyleryjskim, frontalny atak na miasto, zdobywając je po krwawej walce. Austriacy zmuszeni zostali wycofać się w okoliczne góry. Podczas marszu Włochów w rejon Trydentu i w kierunku twierdzy Lardaro, Garibaldi otrzymał informację o wycofaniu się Piemontczyków po przegranej bitwie pod Custozą, w związku z czym zgodnie z decyzją króla Wiktora Emanuela II zdecydował się na odwrót, o czym poinformował władcę telegramem o treści Obbedisco (Podporządkowuję się, Jestem posłuszny), którego treść głęboko zakorzeniła się we włoskiej świadomości narodowej.

## Po bitwie
Przedwcześnie zakończona przez Włochów bitwa pod Custozą i następujący po niej odwrót z Trydentu miały poważne konsekwencje. Austriacy po porażce pod Sadową (Königgrätz) zmuszeni byli co prawda zwrócić Włochom Wenecję, co było podstawą sojuszu pomiędzy Włochami i Prusami, jednak tereny Tyrolu i Pobrzeża nadal pozostawały w rękach Austriaków. Rejony te stały się ponownie teatrem działań wojennych w trakcie I wojny światowej.
W uznaniu zasług (skutecznej obrony Tyrolu wobec czterokrotnie silniejszych sił przeciwnika), generał Kuhn von Kuhnenfeld został awansowany do stopnia feldmarszałka porucznika i odznaczony Krzyżem Komandorskim Orderu Marii Teresy.
W zniszczonym w czasie bitwy i odrestaurowanym w 1895 kościele Santo Stefano z 1521 znajduje się obecnie pomnik nieznanego żołnierza włoskiego, a także ossuarium ofiar bitwy. Dzieje bitwy upamiętnia ponadto znajdujące się w mieście muzeum Garibaldiego.

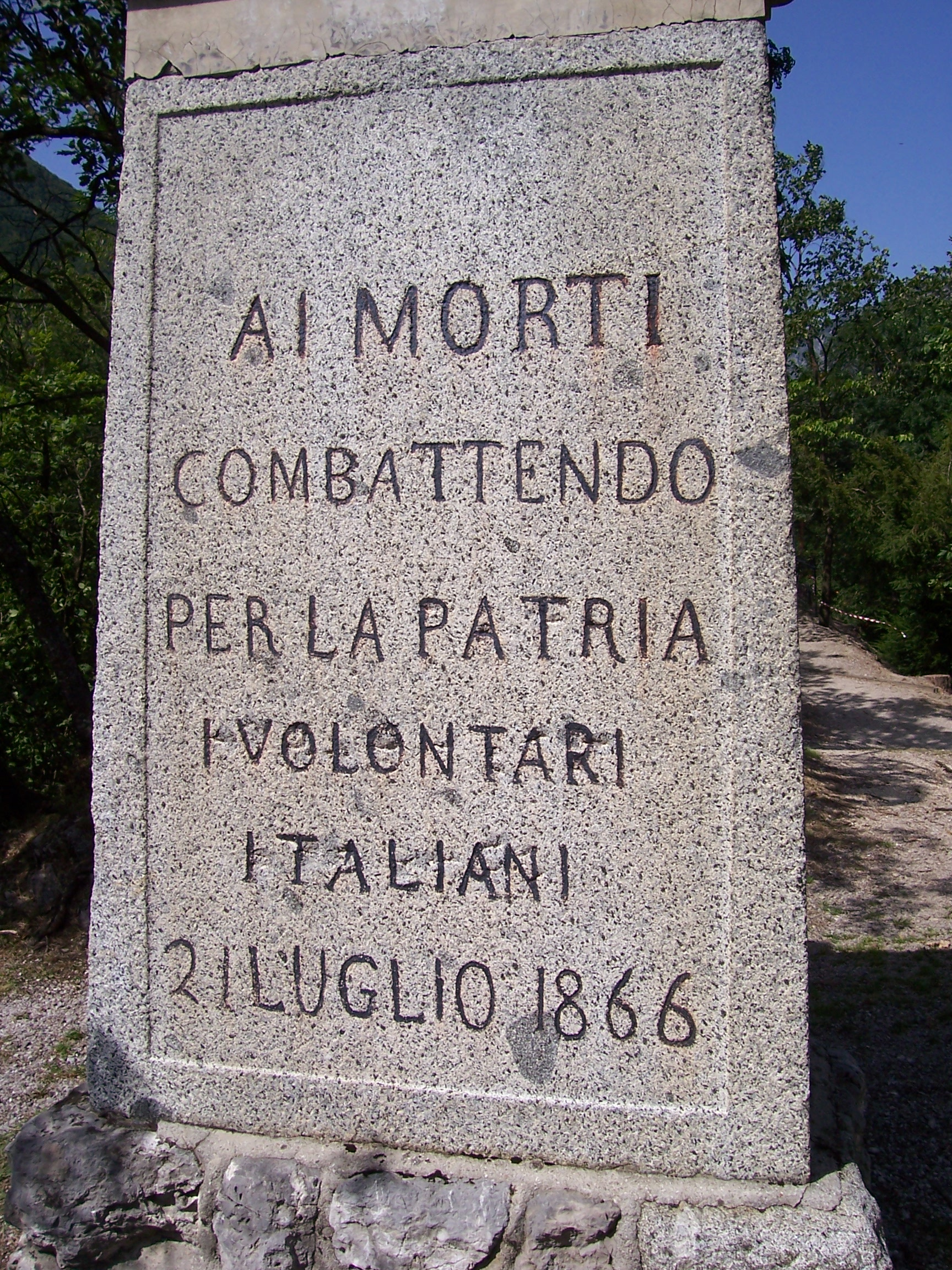
Obelisk upamiętniający ochotników włoskich

Przy drodze do Dos Ceri znajduje się kamień pamiątkowy z napisem "Ai Morti Combattendo Per La Patria, Volontari Italiani 21 Iuglio 1866" (Poległym włoskim ochotnikom, którzy walczyli za ojczyznę, 21 lipca 1866), wzniesiony na skałach tuż po bitwie przez żołnierzy Garibaldiego. 31 października 1866 Austriacy, którzy na mocy układu pokojowego odzyskali ten fragment Tyrolu, zrzucili go ze skały. Na swoje miejsce powrócił on z inicjatywy mieszkańców Bezzecca dopiero 21 lipca 1919, po włączeniu Tyrolu Południowego do Włoch. Z kolei na szczycie Dos Ceri w 1896 (30. rocznicę bitwy) Austriacy umieścili duży biały krzyż, upamiętniający poległych żołnierzy austriackich i włoskich.